# 里贝朗
里贝朗是巴西伯南布哥州的一个市镇。总面积287.99平方公里，总人口38627人，人口密度134.1人/平方公里。